# Đầm Dơi
Đầm Dơi là xã thuộc tỉnh Cà Mau, Việt Nam.

## Địa lý
Xã Đầm Dơi có vị trí địa lý:
- Phía đông giáp xã Tân Tiến
- Phía tây giáp xã Quách Phẩm và xã Trần Phán
- Phía nam giáp xã Thanh Tùng
- Phía bắc giáp xã Tạ An Khương.

Xã Đầm Dơi có diện tích 96,2 km², dân số năm 2024 là 38.106 người, mật độ dân số đạt 396 người/km².

## Lịch sử
Dưới thời Việt Nam Cộng hòa, địa bàn thị trấn Đầm Dơi hiện nay thuộc xã Tân Duyệt và là nơi đặt quận lỵ quận Đầm Dơi.
Sau năm 1975, quận Đầm Dơi đổi thành huyện Ngọc Hiển, xã Tân Duyệt thuộc huyện Ngọc Hiển.
Ngày 25 tháng 7 năm 1979, Hội đồng Chính phủ ban hành Quyết định 275-CP về việc:
- Chia xã Tân Duyệt thuộc huyện Ngọc Hiển thành 4 xã: Tân Duyệt, Tân Hồng, Tân Dân, Tân Chánh.
- Thành lập thị trấn Ngọc Hiển – thị trấn huyện lỵ của huyện Ngọc Hiển trên cơ sở một phần của xã Tân Duyệt.

Ngày 17 tháng 12 năm 1984, Hội đồng Bộ trưởng ban hành Quyết định số 168-HĐBT về việc:
- Đổi tên huyện Ngọc Hiển thành huyện Đầm Dơi.
- Đổi tên thị trấn Ngọc Hiển – thị trấn huyện lỵ của huyện Ngọc Hiển thành thị trấn Đầm Dơi – thị trấn huyện lỵ của huyện Đầm Dơi.
- Thị trấn Dầm Dơi và 3 xã: Tân Dân, Tân Hồng, Tân Duyệt thuộc huyện Đầm Dơi.

Ngày 2 tháng 2 năm 1991, Ban Tổ chức – Cán bộ của Chính phủ ban hành Quyết định số 51/QĐ-TCCP về việc sáp nhập xã Tân Hồng và xã Tân Dân vào xã Tân Duyệt.
Ngày 6 tháng 11 năm 1996, Quốc hội ban hành Nghị quyết về việc chia tỉnh Minh Hải thành tỉnh Bạc Liêu và tỉnh Cà Mau. Khi đó, xã Tân Duyệt thuộc huyện Đầm Dơi, tỉnh Cà Mau.
Ngày 5 tháng 9 năm 2005, Chính phủ ban hành Nghị định số 113/2005/NĐ-CP về việc thành lập xã Tân Dân thuộc huyện Đầm Dơi trên cơ sở 2.948 ha diện tích tự nhiên và 6.148 nhân khẩu của xã Tân Duyệt.
Sau khi điều chỉnh địa giới hành chính, xã Tân Duyệt còn lại 5.131 ha diện tích tự nhiên và 14.448 nhân khẩu.
Ngày 24 tháng 8 năm 2016, UBND tỉnh Cà Mau ban hành Quyết định số 1460/QĐ-UBND về việc công nhận thị trấn Đầm Dơi là đô thị loại V.
Ngày 9 tháng 12 năm 2020, HĐND tỉnh Cà Mau ban hành Nghị quyết số 28/NQ-HĐND về việc sáp nhập Khóm 3 vào Khóm 5.
Tính đến ngày 31/12/2024:
- Thị trấn Đầm Dơi có 5 khóm: 1, 2, 4, 5, 6.
- Xã Tạ An Khương: Ấp Tân Hiệp B (một phần).
- Xã Tân Dân có 5 ấp: Nam Chánh, Tân Hiệp, Tân Long B, Tân Phú, Tân Thành A.
- Xã Tân Duyệt có 9 ấp: Bào Sen, Bá Huê, Đồng Tâm A, Đồng Tâm B, Tân Điền, Tân Khánh, Tân Long, Tân Thành, Tân Trung.

Ngày 12 tháng 6 năm 2025, Quốc hội ban hành Nghị quyết số 202/2025/QH15 về việc sắp xếp đơn vị hành chính cấp tỉnh (nghị quyết có hiệu lực từ ngày 12 tháng 6 năm 2025). Theo đó, sáp nhập tỉnh Bạc Liêu vào tỉnh Cà Mau.
Ngày 16 tháng 6 năm 2025, Ủy ban Thường vụ Quốc hội ban hành Nghị quyết số 1655/NQ-UBTVQH15 về việc sắp xếp các đơn vị hành chính cấp xã của tỉnh Cà Mau năm 2025 (nghị quyết có hiệu lực từ ngày 16 tháng 6 năm 2025). Theo đó, thành lập xã Đầm Dơi thuộc tỉnh Cà Mau trên cơ sở toàn bộ 10,6 km² diện tích tự nhiên, quy mô dân số là 11.133 người của thị trấn Đầm Dơi thuộc huyện Đầm Dơi; toàn bộ 52,4 km² diện tích tự nhiên, quy mô dân số là 19.311 người của xã Tân Duyệt thuộc huyện Đầm Dơi; toàn bộ 32,3 km² diện tích tự nhiên, quy mô dân số là 7.365 người của xã Tân Dân thuộc huyện Đầm Dơi và điều chỉnh 0,9 km² diện tích tự nhiên, quy mô dân số là 297 người của xã Tạ An Khương thuộc huyện Đầm Dơi.
Xã Đầm Dơi có 96,2 km² diện tích tự nhiên và quy mô dân số là 38.106 người.